# Liste der Kulturdenkmäler in Wettenberg
Die folgende Liste enthält die in der Denkmaltopographie ausgewiesenen Kulturdenkmäler auf dem Gebiet  der Gemeinde Wettenberg, Landkreis Gießen, Hessen.
Hinweis: Die Reihenfolge der Denkmäler in dieser Liste orientiert sich zunächst an Ortsteilen und anschließend der Anschrift, alternativ ist sie auch nach der Bezeichnung, der vom Landesamt für Denkmalpflege vergebenen Nummer oder der Bauzeit sortierbar.
Kulturdenkmäler werden fortlaufend im Denkmalverzeichnis des Landes Hessen durch das Landesamt für Denkmalpflege Hessen auf Basis des Hessischen Denkmalschutzgesetzes (HDSchG) geführt. Die Schutzwürdigkeit eines Kulturdenkmals hängt nicht von der Eintragung in das Denkmalverzeichnis des Landes Hessen oder der Veröffentlichung in der Denkmaltopographie ab.

Das Vorhandensein oder Fehlen eines Objekts in dieser Liste ist keine rechtsverbindliche Auskunft darüber, ob es Kulturdenkmal ist oder nicht: Diese Liste entspricht möglicherweise nicht dem aktuellen Stand der offiziellen Denkmaltopographie. Diese ist für Hessen in den entsprechenden Bänden der Denkmaltopographie Bundesrepublik Deutschland und im Internet unter DenkXweb – Kulturdenkmäler in Hessen einsehbar. Auch diese Quellen sind, obwohl sie durch das Landesamt für Denkmalpflege Hessen aktualisiert werden, nicht immer aktuell, da es im Denkmalbestand immer wieder Änderungen gibt.
Eine verbindliche Auskunft erteilt allein das Landesamt für Denkmalpflege Hessen.
Nutze diese Kartenansicht, um Koordinaten in der Liste zu setzen. In dieser Kartenansicht sind Kulturdenkmale ohne Koordinaten mit einem roten bzw. orangen Marker dargestellt und können in der Karte gesetzt werden. Kulturdenkmale ohne Bild sind mit einem blauen bzw. roten Marker gekennzeichnet, Kulturdenkmale mit Bild mit einem grünen bzw. orangen Marker.

## Kulturdenkmäler nach Ortsteilen

### Krofdorf-Gleiberg
| Bild                          | Bezeichnung                     | Lage | Beschreibung | Bauzeit        | Objekt-Nr. |
| ----------------------------- | ------------------------------- | --- | --- | -------------- | ---------- |
| Bild gesucht BW               | Gesamtanlage Fohnbachstraße     | Fohnbachstraße, Nahrungsberg, Rodheimer Straße Lage | |                | 49119 DDB  |
| Bild gesucht BW               | Gesamtanlage östlicher Ortskern | Hauptstraße, Inselstraße, Rodheimer Straße Lage | |                | 49120 DDB  |
| Gesamtanlage Rodheimer Straße | Gesamtanlage Rodheimer Straße   | Rodheimer Straße Lage | |                | 49121 DDB  |
| Gesamtanlage Gleiberg         | Gesamtanlage Gleiberg           | Froschgasse, Hintergasse, Torstraße, Unter der Burg Lage | |                | 49105 DDB  |
| Schule                        | Schule                          | Burgstraße 14 LageFlur: 14, Flurstück: 7/3, 9 | | 1913–1919      | 49122 DDB  |
| weitere Bilder                | Burg Gleiberg                   | Gleiberg, Burgstraße LageFlur: 9, Flurstück: 1066/1, 1089/1, 1091/1, 1091/2, 1092/1, 1093/1, 1093/2, 1096/2, 1096/3, 1096/4, 1096/5, 1097/5, 1096/7, 1096/8, 1097/6, 1098/2, 1097/3, 1098/3, 1098/19 | | 10. Jhd.       | 49106 DDB  |
| Storkehaus                    | Storkehaus                      | Fohnbachstraße 4 LageFlur: 24, Flurstück: 60/2 | | 1696           | 49123 DDB  |
|                               |                                 | Fohnbachstraße 8 LageFlur: 24, Flurstück: 57/1 | | 18. Jhd.       | 49124 DDB  |
| Ehem. Oberförsterei           | Ehem. Oberförsterei             | Fohnbachstraße 10 LageFlur: 24, Flurstück: 67/1 | |                | 49125 DDB  |
|                               |                                 | Fohnbachstraße 12 LageFlur: 24, Flurstück: 69/1 | | 17. Jhd.       | 49126 DDB  |
|                               |                                 | Fohnbachstraße 27 LageFlur: 24, Flurstück: 43/4 | | 17./18. Jhd.   | 49127 DDB  |
|                               |                                 | Froschgasse 7 LageFlur: 9, Flurstück: 1042/1 | | 19. Jhd.       | 49107 DDB  |
|                               |                                 | Großgasse 3 LageFlur: 24, Flurstück: 313/1 | |                | 49128 DDB  |
|                               |                                 | Hauptstraße 37 LageFlur: 24, Flurstück: 268/1 | | 18. Jhd.       | 49129 DDB  |
|                               |                                 | Hauptstraße 40 LageFlur: 24, Flurstück: 716/226 | | 18. Jhd.       | 49130 DDB  |
|                               |                                 | Hauptstraße 41 LageFlur: 24, Flurstück: 285 | | 1837           | 49131 DDB  |
| weitere Bilder                |                                 | Hauptstraße 43 LageFlur: 24, Flurstück: 287/4 | | 19. Jhd.       | 49132 DDB  |
| weitere Bilder                | Toranlage                       | Hauptstraße 52 LageFlur: 24, Flurstück: 1082/211 | | 1820           | 49133 DDB  |
|                               |                                 | Hintergasse 9 LageFlur: 9, Flurstück: 995/1 | |                | 49108 DDB  |
| Rat- und Backhaus             | Rat- und Backhaus               | Inselstraße 1 LageFlur: 24, Flurstück: 288/2 | | 19. Jhd.       | 49134 DDB  |
| weitere Bilder                | Moose Haus                      | Inselstraße 2, Inselstraße 2a LageFlur: 24, Flurstück: 186/4 | | 19. Jhd.       | 49135 DDB  |
|                               |                                 | Inselstraße 4 LageFlur: 24, Flurstück: 186/5 | | 17./18. Jhd.   | 49136 DDB  |
| Eule'sch Haus                 | Eule'sch Haus                   | Inselstraße 6 LageFlur: 24, Flurstück: 181/3 | | 1799           | 49137 DDB  |
|                               |                                 | Inselstraße 8 LageFlur: 24, Flurstück: 180/1 | | 17./18. Jhd.   | 49138 DDB  |
| Bild gesucht BW               | „Frauenkreuz“                   | Beuerstätt LageFlur: 26, Flurstück: 46/1 | | 14. Jhd.       | 449799 DDB |
| Bild gesucht BW               | Jagtmal „Hirschsprung“          | Hirschsprungszung LageFlur: 26, Flurstück: 20/1 | | 1562           | 449800 DDB |
| Wasserhochbehälter            | Wasserhochbehälter              | Im Geböck LageFlur: 15, Flurstück: 31 | | 1912           | 49155 DDB  |
| Ehem. Schule                  | Ehem. Schule                    | Poststraße 2 LageFlur: 24, Flurstück: 388/14, 388/15 | | 1865           | 49139 DDB  |
| weitere Bilder                |                                 | Rodheimer Straße 7 LageFlur: 24, Flurstück: 274/1 | | 1809           | 49140 DDB  |
|                               |                                 | Rodheimer Straße 11 LageFlur: 24, Flurstück: 927/293 | | 17. Jhd.       | 49141 DDB  |
| Plasse Haus                   | Plasse Haus                     | Rodheimer Straße 14 LageFlur: 24, Flurstück: 155/1 | | 1816           | 49142 DDB  |
|                               |                                 | Rodheimer Straße 19 LageFlur: 24, Flurstück: 297 | | 18. Jhd.       | 49143 DDB  |
|                               |                                 | Rodheimer Straße 20 LageFlur: 24, Flurstück: 707/147 | |                | 49144 DDB  |
|                               |                                 | Rodheimer Straße 22, Rodheimer Straße 24 LageFlur: 24, Flurstück: 145; 146 | |                |            |
| Ehem. Schule                  | Ehem. Schule                    | Rodheimer Straße 27 LageFlur: 24, Flurstück: 304/1, 305/3 | | 1813–1815      | 49146 DDB  |
|                               |                                 | Rodheimer Straße 30 LageFlur: 24, Flurstück: 1056/30 | | 18. Jhd.       | 49147 DDB  |
| weitere Bilder                | Ev. Kirche                      | Rodheimer Straße 31 LageFlur: 24, Flurstück: 303/1 | Saalkirche auf rechteckigem Grundriss mit steilem Satteldach und rechteckigem Chorabschluss; seltenes Beispiel einer hessischen Holzpfeilerkirche                                 | 1271           | 49148 DDB  |
|                               |                                 | Rodheimer Straße 34 LageFlur: 24, Flurstück: 21/1 | | 18. Jhd.       | 49149 DDB  |
|                               |                                 | Rodheimer Straße 36 LageFlur: 24, Flurstück: 18/1 | | 18. Jhd.       | 49150 DDB  |
|                               |                                 | Rodheimer Straße 37 LageFlur: 24, Flurstück: 331/2 | | 1727           | 49151 DDB  |
|                               |                                 | Rodheimer Straße 38 LageFlur: 24, Flurstück: 16/2 | |                | 49152 DDB  |
|                               |                                 | Schieferstraße 20 LageFlur: 13, Flurstück: 148/1 | |                | 49153 DDB  |
| weitere Bilder                | Bürgermeisteramt                | Sorguesplatz 1, Sorguesplatz 2 LageFlur: 24, Flurstück: 429/53 | | 1930er         | 49154 DDB  |
|                               |                                 | Torstraße 1, Torstraße LageFlur: 9, Flurstück: 1067 | | 19. Jhd.       | 49109 DDB  |
|                               |                                 | Torstraße 8 LageFlur: 9, Flurstück: 1057/1 | | Um 1750        | 49110 DDB  |
| Steindeckers Haus             | Steindeckers Haus               | Torstraße 14 LageFlur: 9, Flurstück: 1054 | | 18. Jhd.       | 49111 DDB  |
|                               |                                 | Torstraße 16 LageFlur: 9, Flurstück: 1053/2 | | 17. Jhd.       | 49112 DDB  |
|                               |                                 | Unter der Burg 4 LageFlur: 9, Flurstück: 1022 | | 16./17. Jhd.   | 49113 DDB  |
|                               |                                 | Unter der Burg 6 LageFlur: 9, Flurstück: 1021 | |                | 49114 DDB  |
|                               |                                 | Unter der Burg 7 LageFlur: 9, Flurstück: 1082/1 | | 1811           | 49115 DDB  |
| Ehem. Burgmannenhaus          | Ehem. Burgmannenhaus            | Unter der Burg 8 LageFlur: 9, Flurstück: 1020/9 | |                | 49116 DDB  |
|                               |                                 | Unter der Burg 9 LageFlur: 9, Flurstück: 1084/1 | | 16./17. Jhd.   | 49117 DDB  |
| weitere Bilder                | Ev. Kirche                      | Unter der Burg 11 LageFlur: 9, Flurstück: 1084/1, 1085/2, 1086 | am nordöstlichen Burghang auf L-förmigen Grundriss, geostete gotische Kapelle mit Chor mit 5/8-Schluss, 1621 erweitert um Rechtecksaal in Nord-Süd-Ausrichtung mit Schopfwalmdach | 14. Jhd., 1621 | 49118 DDB  |

### Wißmar
| Bild                                                      | Bezeichnung                          | Lage | Beschreibung | Bauzeit      | Objekt-Nr. |
| --------------------------------------------------------- | ------------------------------------ | --- | --- | ------------ | ---------- |
| Sicht von der Ecke Bahnhofstr./Langgasse in die Langgasse | Gesamtanlage 1 Historischer Ortskern | Bachstraße, Bahnhofstraße, Eckstraße, In der Ecke, Krofdorfer Straße, Langgasse, Pfarrstraße, Schulstraße Lage | |              | 49174 DDB  |
| Bild gesucht BW                                           | Gesamtanlage 2 Bahnhofstraße         | Bahnhofstraße Lage                                                                                             | |              | 49175 DDB  |
| Bild gesucht BW                                           | Körwersch Haus                       | Bachstraße 33 LageFlur: 9, Flurstück: 28                                                                       | | 18. Jhd.     | 49176 DDB  |
| Bild gesucht BW                                           |                                      | Bachstraße 42 LageFlur: 10, Flurstück: 85/1                                                                    | | 18. Jhd.     | 49177 DDB  |
| Bild gesucht BW                                           | Ehem. Feuerwehrgerätehaus            | Bachstraße 43 LageFlur: 9, Flurstück: 17/2                                                                     | | 1882         | 49178 DDB  |
| Bild gesucht BW                                           |                                      | Bachstraße 44 LageFlur: 10, Flurstück: 120/1                                                                   | | 18. Jhd.     | 49179 DDB  |
| Bild gesucht BW                                           |                                      | Eckstraße 1 LageFlur: 10, Flurstück: 47                                                                        | | 18. Jhd.     | 49180 DDB  |
| Bild gesucht BW                                           |                                      | Eckstraße 2 LageFlur: 10, Flurstück: 157                                                                       | |              | 49181 DDB  |
| Bild gesucht BW                                           |                                      | Eckstraße 6 LageFlur: 10, Flurstück: 151/1                                                                     | | 18. Jhd.     | 49182 DDB  |
| Bild gesucht BW                                           |                                      | Eckstraße 12 LageFlur: 10, Flurstück: 127/1                                                                    | | 17./18. Jhd. | 49183 DDB  |
| Bild gesucht BW                                           |                                      | Eckstraße 16 LageFlur: 10, Flurstück: 124                                                                      | | 17. Jhd.     | 49185 DDB  |
| Bild gesucht BW                                           |                                      | Eckstraße 18 LageFlur: 10, Flurstück: 114                                                                      | | 18. Jhd.     | 49186 DDB  |
| Bild gesucht BW                                           |                                      | Goethestraße 2, Goethestraße, Goethestraße 4 LageFlur: 12, Flurstück: 83/1, 84/5                               | | 17. Jhd.     | 49187 DDB  |
| Bild gesucht BW                                           |                                      | Krofdorfer Straße 1 LageFlur: 7, Flurstück: 91                                                                 | | 17./18. Jhd. | 49188 DDB  |
| Bild gesucht BW                                           |                                      | Krofdorfer Straße 12 LageFlur: 7, Flurstück: 62/2                                                              | | 1801         | 49189 DDB  |
| Bild gesucht BW                                           |                                      | Krofdorfer Straße 14 LageFlur: 7, Flurstück: 60/3                                                              | | 18. Jhd.     | 49190 DDB  |
| Bild gesucht BW                                           |                                      | Krofdorfer Straße 16 LageFlur: 7, Flurstück: 59                                                                | |              | 49191 DDB  |
| Bild gesucht BW                                           | Kappersch Haus                       | Langgasse 2 LageFlur: 9, Flurstück: 24/1                                                                       | |              | 49192 DDB  |
| Bild gesucht BW                                           |                                      | Langgasse 6 LageFlur: 10, Flurstück: 89/1                                                                      | | 18. Jhd.     | 49193 DDB  |
| Bild gesucht BW                                           |                                      | Langgasse 7 LageFlur: 10, Flurstück: 115/1                                                                     | | 17./18. Jhd. | 49194 DDB  |
| Bild gesucht BW                                           | Kreuz                                | Toter Mann LageFlur: 27, Flurstück: 117/29                                                                     | |              | 65601 DDB  |
| Bild gesucht BW                                           |                                      | Pfarrstraße 2 LageFlur: 7, Flurstück: 72/1                                                                     | | 18. Jhd.     | 49195 DDB  |
| Bild gesucht BW                                           | Pfarrhaus                            | Pfarrstraße 5 LageFlur: 7, Flurstück: 81/2                                                                     | | Um 1840      | 49196 DDB  |
| Bild gesucht BW                                           | Pfaff-Schule                         | Pfarrstraße 9 LageFlur: 10, Flurstück: 32/1                                                                    | | 1889/90      | 49197 DDB  |
| weitere Bilder                                            | Ev. Kirche                           | Pfarrstraße LageFlur: 7, Flurstück: 81/2                                                                       | spätklassizistische Querkirche von Friedrich Louis Simon, kreuzförmiger Grundriss durch östlichen, dreiachsigen Mittelrisalit und Westturm mit oktogonalem Spitzhelm | 1828–1830    | 49198 DDB  |
| Bild gesucht BW                                           |                                      | Schulstraße 4 LageFlur: 10, Flurstück: 45                                                                      | | 17./18. Jhd. | 49199 DDB  |
| Bild gesucht BW                                           | Müdicken-Schule                      | Schulstraße 6 LageFlur: 10, Flurstück: 52                                                                      | | 1856         | 49200 DDB  |
| weitere Bilder                                            | Ehem. Backhaus                       | Schulstraße 8 LageFlur: 10, Flurstück: 53                                                                      | |              | 49201 DDB  |
| weitere Bilder                                            |                                      | Schulstraße 9 LageFlur: 10, Flurstück: 18/2                                                                    | | 19. Jhd.     | 49202 DDB  |
| weitere Bilder                                            | Hoftor                               | Schulstraße 12 LageFlur: 10, Flurstück: 56/1                                                                   | | 19. Jhd.     | 49203 DDB  |
| Bild gesucht BW                                           |                                      | Schulstraße 13 LageFlur: 10, Flurstück: 13/2                                                                   | |              | 49204 DDB  |
| weitere Bilder                                            |                                      | Schulstraße 14 LageFlur: 10, Flurstück: 61                                                                     | | 1767         | 49205 DDB  |
| Bild gesucht BW                                           |                                      | Schulstraße 15 LageFlur: 10, Flurstück: 10/2                                                                   | | 17./18. Jhd. | 49206 DDB  |
| Bild gesucht BW                                           | Ehem. Schule                         | Schulstraße 17 LageFlur: 10, Flurstück: 7/2                                                                    | | 1892         | 49207 DDB  |
| Bild gesucht BW                                           |                                      | Schulstraße 20 LageFlur: 10, Flurstück: 64                                                                     | | 18. Jhd.     | 49208 DDB  |